# مهنن (إب)

تعديل مصدري - تعديل

مهنن محلة تابعة لقرية عرض الجبوب، التابعة لعزلة جبل معود بمديرية إب إحدى مديريات محافظة إب في الجمهورية اليمنية.، بلغ تعداد سكانها 154 حسب تعداد اليمن لعام 2004.